# يوليا يفيموفا
يوليا أندرييفنا يوفيموفا (بالروسية: Ефимова, Юлия Андреевна)‏ (بالإنجليزية:Yuliya Andreyevna Yefimova)، سباحة روسية، من مواليد 3 أبريل 1992 بمدينة غروزني الروسية.

## روابط خارجية
- يوليا يفيموفا على موقع الاتحاد الدولي للسباحة (الإنجليزية)
- يوليا يفيموفا على موقع SwimRankings.net (الإنجليزية)
- يوليا يفيموفا على موقع اللجنة الأولمبية الدولية (الإنجليزية)
- يوليا يفيموفا على موقع أوليمبيديا (الإنجليزية)